# Fritz Kortner
Fritz Kortner (ur. 12 maja 1892 w Wiedniu jako Fritz Nathan Kohn, zm. 22 lipca 1970 w Monachium), urodzony w Austrii aktor, popularny w Niemczech i Stanach Zjednoczonych.
Kształcił się w Akademii Muzyki i Sztuk Scenicznych w Wiedniu. Przeniósł się do Berlina gdzie współpracował z Maxem Reinhardem, a później z Leopoldem Messnerem. Po raz pierwszy pojawił się na ekranie w 1916 r. Był jednym z najpopularniejszych aktorów tamtego okresu, specjalizował się w złowrogich, przerażających rolach.
W 1933 r. został zmuszony do emigracji z Niemiec po dojściu do władzy partii nazistowskiej, osiadł wtedy w Ameryce gdzie ponownie zaczął występować jako aktor, reżyserował także sztuki teatralne. Powrócił do Niemiec w 1949 r., gdzie kontynuował pracę aktorską i reżyserską, głównie w teatrze. W 1970 r. otrzymał Pour le Mérite za Naukę i Sztukę.
Został pochowany na Cmentarzu Leśnym w Monachium.